# Raanui Roomataaroa
Raanui Roomataaroa est un joueur français de volley-ball né le 26 avril 1986 . Il mesure 1,83 m et joue libero.

## Clubs
| Club                 | Pays   | De        | À         |
| -------------------- | ------ | --------- | --------- |
| Racing Toulon Volley | France |           | 2007-2008 |
| Beauvais OUC         | France | 2008-2009 | 2008-2009 |